# 트루바두르

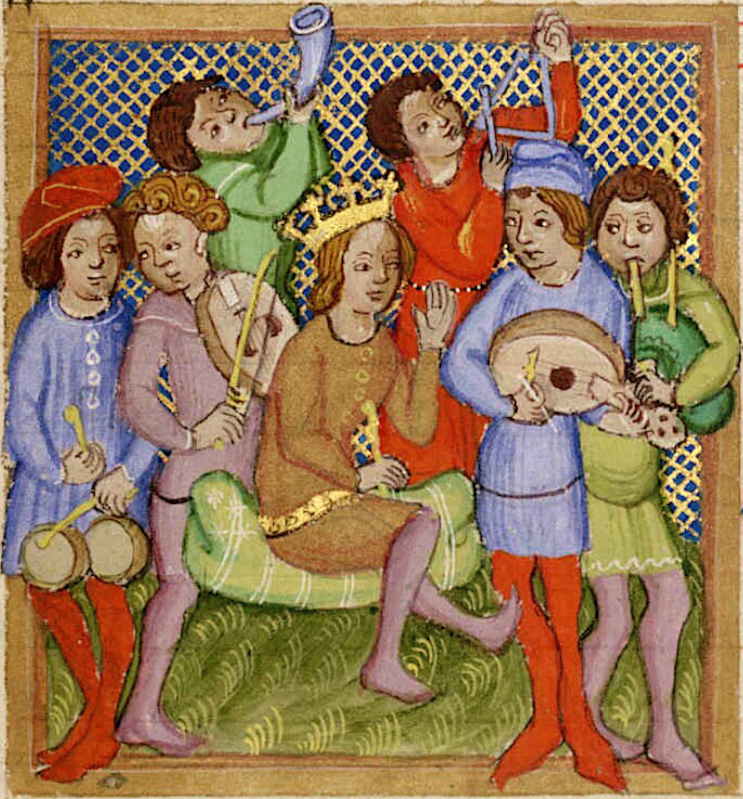

트루바두르(프랑스어: Troubadour)는 11-12세기에 흥성한 남프랑스의 오크어 음유시인이다. 좀더 늦게 흥성하는 북프랑스의 트루베르들에게 큰 영향을 미쳤다.

## 역사
최초의 트루바두르는 푸아티에 백작 기욤 다키텐(기욤 9세)이다. 12세기 이후에는 쇠퇴했으며, 14세기 최후의 트루바두르라 불리는 기욤 드 마쇼로 끝을 맺었다.

## 형식
트루바두르들은 갖은 형식의 세속가곡으로 궁정연애를 노래했는데, 개중에는
- planh (탄식)
- sirventès (풍자시)
- pastourelle (전원시)
- tenson (논쟁시)
- canso (칸소)

등이 있다.